# Don Carmelo Il Capo
 Don Carmelo Il Capo es una película de Argentina filmada en Eastmancolor  dirigida por Juan Carlos Pelliza según el guion de Diego Santillán que se estrenó el 6 de mayo de 1976 y que tuvo como protagonistas a Eddie Pequenino, Thelma Stefani, Adriana Aguirre y Julio López. Fue la última película de Augusto Codecá.

## Sinopsis
Cuando mueren los jefes de las dos bandas que luchan por el control del juego clandestino, el director de orquesta -que es el heredero de uno de ellos- convierte a sus músicos en gánsters.

## Reparto
Participaron del filme los siguientes intérpretes:
- Eddie Pequenino … Don Carmelo / Gino / Don Luciano
- Thelma Stefani … Lily
- Adriana Aguirre … Lulú
- Julio López … El Flaco
- Ricardo Castro Ríos … Mario Contini
- Osvaldo Canónico
- Vicente La Russa
- Tito Mendoza
- Amparito Castro
- Augusto Codecá
- Juan Quetglas
- Raúl Ricutti
- Coco Fosatti
- Ricardo Greco
- José María Pomares
- Héctor Biuchet
- Orlando Marconi … Don Orlando
- Marcos Zucker … Borracho en bar
- Juan Carlos Altavista … Vendedor de balas (Cameo)
- Nelly Beltrán … Cliente 1 (Cameo)
- Ricardo Bauleo … Cliente 3 (Cameo)
- Maurice Jouvet … Cliente 2 (Cameo)
- Guillermo Marín
- Jesús Pampín
- Rubén Fratto
- Horacio Heredia
- Rafael Chumbita
- Osvaldo María Cabrera
- Víctor Buono
- Martín Coria
- Lucy Bogado
- Rubén Alí
- Beatriz Castiñeiras
- Eduardo Boksteir
- Roberto Morales
- Raúl Sánchez
- Ángel Suárez
- Nino Udine
- Reinaldo Cortés
- Enrique Vargas
- Oscar Pedraza
- Luis Linares
- Vicente Rubino … José Guiraldez
- Jerry Schukelschajer
- Darío Avalo
- Ricardo Suñez
- Mario Casado
- José María Pomares

## Comentarios
El Heraldo del Cine dijo:

”El debutante, Pelliza, hace un trabajo de mera artesanía, con un argumento que ofrece muy poco para el lucimiento.”

Manrupe y Portela escriben:

”Insólita comedia de gangsters con Pequenino como protagonista que explota tardíamente la moda impuesta por El padrino, El padrino II y El padrino III de Francis Ford Coppola.”